# Temporada 2025 del Campeonato Mundial de Superbikes
La temporada 2025 del Campeonato Mundial de Superbikes es la 38.ª edición del Campeonato Mundial de Superbikes desde que este iniciara en 1988.

## Equipos y pilotos
| Parrilla 2025                    | Parrilla 2025 | Parrilla 2025 | Parrilla 2025 | Parrilla 2025        | Parrilla 2025 |
| Equipo                           | Constructor   | Moto          | N.º           | Piloto               | Rondas        |
| -------------------------------- | ------------- | ------------- | ------------- | -------------------- | ------------- |
| Bimota by Kawasaki Racing Team   | Bimota        | KB998 Rímini  | 22            | Alex Lowes           | 1-5           |
| Bimota by Kawasaki Racing Team   | Bimota        | KB998 Rímini  | 47            | Axel Bassani         | 1-5           |
| ROKiT BMW Motorrad WorldSBK Team | BMW           | M1000RR       | 1             | Toprak Razgatlıoğlu  | 1-5           |
| ROKiT BMW Motorrad WorldSBK Team | BMW           | M1000RR       | 60            | Michael van der Mark | 1-5           |
| Aruba.it Racing – Ducati         | Ducati        | Panigale V4 R | 11            | Nicolò Bulega        | 1-5           |
| Aruba.it Racing – Ducati         | Ducati        | Panigale V4 R | 19            | Álvaro Bautista      | 1-5           |
| Barni Spark Racing Team          | Ducati        | Panigale V4 R | 5             | Yari Montella        | 1-5           |
| Barni Spark Racing Team          | Ducati        | Panigale V4 R | 9             | Danilo Petrucci      | 1-5           |
| Elf Marc VDS Racing Team         | Ducati        | Panigale V4 R | 14            | Sam Lowes            | 1-5           |
| Bmax                             | Ducati        | Panigale V4 R | 16            | Gabriele Ruiu        | 4             |
| Motocorsa Racing                 | Ducati        | Panigale V4 R | 17            | Ryan Vickers         | 1-5           |
| Team Pata GoEleven               | Ducati        | Panigale V4 R | 29            | Andrea Iannone       | 1-5           |
| MGM Bonovo Racing                | Ducati        | Panigale V4 R | 45            | Scott Redding        | 1-5           |
| Honda HRC                        | Honda         | CBR1000RR-R   | 7             | Iker Lecuona         | 2-5           |
| Honda HRC                        | Honda         | CBR1000RR-R   | 49            | Tetsuta Nagashima    | 1             |
| Honda HRC                        | Honda         | CBR1000RR-R   | 97            | Xavi Vierge          | 1-5           |
| Petronas MIE Honda Racing        | Honda         | CBR1000RR-R   | TBA           | Zaqhwan Zaidi        | 1-5           |
| Petronas MIE Honda Racing        | Honda         | CBR1000RR-R   | 95            | Tarran Mackenzie     | 1-5           |
| Kawasaki WorldSBK Team           | Kawasaki      | Ninja ZX-10RR | 31            | Garrett Gerloff      | 1-5           |
| Yamaha Motoxracing WorldSBK Team | Yamaha        | YZF-R1        | 53            | Tito Rabat           | 1-5           |
| Yamaha Motoxracing WorldSBK Team | Yamaha        | YZF-R1        | 99            | Bahattin Sofuoğlu    | 1-5           |
| PATA Maxus Yamaha                | Yamaha        | YZF-R1        | 29            | Jason O'Halloran     | 2-3           |
| PATA Maxus Yamaha                | Yamaha        | YZF-R1        | 55            | Andrea Locatelli     | 1-5           |
| PATA Maxus Yamaha                | Yamaha        | YZF-R1        | 65            | Jonathan Rea         | 4-5           |
| GYTR GRT Yamaha WorldSBK Team    | Yamaha        | YZF-R1        | 77            | Dominique Aegerter   | 1-5           |
| GYTR GRT Yamaha WorldSBK Team    | Yamaha        | YZF-R1        | 87            | Remy Gardner         | 1-5           |

| Leyenda             | Leyenda |
| ------------------- | ------- |
| Piloto Titular      |         |
| Piloto Invitado     |         |
| Piloto de reemplazo |         |

### Cambios de equipos
- Tras cuatro temporadas con BMW, el Bonovo Action BMW pasara a usar motocicletas Ducati.
- El Barni Spark Racing Team se expande a dos motos a partir de esta temporada.
- Bimota regresa al campeonato tras 24 años de ausencia en una asociación con Kawasaki, el equipo sera conocido como Bimota by Kawasaki Racing Team y contaran con una motocicleta Bimota con motor Kawasaki.
- El Kawasaki Puccetti Racing administrara la única Kawasaki del campeonato, convirtiéndose en el equipo oficial de la marca en la categoría.

### Cambios de pilotos
- Yari Montella, asciende al Campeonato Mundial de Superbikes en la segunda moto del Barni Spark Racing Team.
- El británico Ryan Vickers hará su debut en el campeonato con el Motocorsa Racing, ocupando el lugar dejado por Michael Ruben Rinaldi.
- Tras dos temporadas en el Bonovo Action BMW, el estadounidense Garrett Gerloff ficho por el Kawasaki WorldSBK Team.
- Bahattin Sofuoğlu, asciende al Campeonato Mundial de Superbikes con el Yamaha Motoxracing WorldSBK Team.

## Calendario
El 11 de octubre de 2024, Dorna Sports hizo público un calendarío provisional para 2024.
| Calendario 2025 | Calendario 2025 | Calendario 2025 | Calendario 2025                       | Calendario 2025  | Calendario 2025     | Calendario 2025     | Calendario 2025     | Calendario 2025                  | Calendario 2025     |
| Ronda           | Ronda           | País            | Circuito                              | Fecha            | Superpole           | Vuelta Rápida       | Piloto ganador      | Equipo ganador                   | Constructor ganador |
| --------------- | --------------- | --------------- | ------------------------------------- | ---------------- | ------------------- | ------------------- | ------------------- | -------------------------------- | ------------------- |
| 1               | R1              | Australia       | Phillip Island Grand Prix Circuit     | 22 de febrero    | Nicolò Bulega       | Nicolò Bulega       | Nicolò Bulega       | Aruba.it Racing – Ducati         | Ducati              |
| 1               | CS              | Australia       | Phillip Island Grand Prix Circuit     | 23 de febrero    | Nicolò Bulega       | Nicolò Bulega       | Nicolò Bulega       | Aruba.it Racing – Ducati         | Ducati              |
| 1               | R2              | Australia       | Phillip Island Grand Prix Circuit     | 23 de febrero    |                     | Álvaro Bautista     | Nicolò Bulega       | Aruba.it Racing – Ducati         | Ducati              |
| 2               | R1              | Portugal        | Algarve International Circuit         | 29 de marzo      | Toprak Razgatlıoğlu | Toprak Razgatlıoğlu | Toprak Razgatlıoğlu | ROKiT BMW Motorrad WorldSBK Team | BMW                 |
| 2               | CS              | Portugal        | Algarve International Circuit         | 30 de marzo      | Toprak Razgatlıoğlu | Toprak Razgatlıoğlu | Toprak Razgatlıoğlu | ROKiT BMW Motorrad WorldSBK Team | BMW                 |
| 2               | R2              | Portugal        | Algarve International Circuit         | 30 de marzo      |                     | Toprak Razgatlıoğlu | Toprak Razgatlıoğlu | ROKiT BMW Motorrad WorldSBK Team | BMW                 |
| 3               | R1              | Países Bajos    | TT Circuit Assen                      | 12 de abril      | Sam Lowes           | Nicolò Bulega       | Nicolò Bulega       | Aruba.it Racing – Ducati         | Ducati              |
| 3               | CS              | Países Bajos    | TT Circuit Assen                      | 13 de abril      | Sam Lowes           | Dominique Aegerter  | Toprak Razgatlıoğlu | ROKiT BMW Motorrad WorldSBK Team | BMW                 |
| 3               | R2              | Países Bajos    | TT Circuit Assen                      | 13 de abril      |                     | Nicolò Bulega       | Andrea Locatelli    | PATA Maxus Yamaha                | Yamaha              |
| 4               | R1              | Italia          | Circuito de Cremona                   | 3 de mayo        | Nicolò Bulega       | Toprak Razgatlıoğlu | Nicolò Bulega       | Aruba.it Racing – Ducati         | Ducati              |
| 4               | CS              | Italia          | Circuito de Cremona                   | 4 de mayo        | Nicolò Bulega       | Nicolò Bulega       | Nicolò Bulega       | Aruba.it Racing – Ducati         | Ducati              |
| 4               | R2              | Italia          | Circuito de Cremona                   | 4 de mayo        |                     | Nicolò Bulega       | Nicolò Bulega       | Aruba.it Racing – Ducati         | Ducati              |
| 5               | R1              | República Checa | Autodrom Most                         | 17 de mayo       | Toprak Razgatlıoğlu | Toprak Razgatlıoğlu | Toprak Razgatlıoğlu | ROKiT BMW Motorrad WorldSBK Team | BMW                 |
| 5               | CS              | República Checa | Autodrom Most                         | 18 de mayo       | Toprak Razgatlıoğlu | Toprak Razgatlıoğlu | Toprak Razgatlıoğlu | ROKiT BMW Motorrad WorldSBK Team | BMW                 |
| 5               | R2              | República Checa | Autodrom Most                         | 18 de mayo       |                     | Toprak Razgatlıoğlu | Nicolò Bulega       | Aruba.it Racing – Ducati         | Ducati              |
| 6               | R1              | Italia          | Misano World Circuit Marco Simoncelli | 14 de junio      | Nicolò Bulega       | Toprak Razgatlıoğlu | Toprak Razgatlıoğlu | ROKiT BMW Motorrad WorldSBK Team | BMW                 |
| 6               | CS              | Italia          | Misano World Circuit Marco Simoncelli | 15 de junio      | Nicolò Bulega       | Toprak Razgatlıoğlu | Toprak Razgatlıoğlu | ROKiT BMW Motorrad WorldSBK Team | BMW                 |
| 6               | R2              | Italia          | Misano World Circuit Marco Simoncelli | 15 de junio      |                     | Toprak Razgatlıoğlu | Toprak Razgatlıoğlu | ROKiT BMW Motorrad WorldSBK Team | BMW                 |
| 7               | R1              | Reino Unido     | Donington Park                        | 12 de julio      | Toprak Razgatlıoğlu | Toprak Razgatlıoğlu | Toprak Razgatlıoğlu | ROKiT BMW Motorrad WorldSBK Team | BMW                 |
| 7               | CS              | Reino Unido     | Donington Park                        | 13 de julio      | Toprak Razgatlıoğlu | Toprak Razgatlıoğlu | Toprak Razgatlıoğlu | ROKiT BMW Motorrad WorldSBK Team | BMW                 |
| 7               | R2              | Reino Unido     | Donington Park                        | 13 de julio      |                     | Nicolò Bulega       | Toprak Razgatlıoğlu | ROKiT BMW Motorrad WorldSBK Team | BMW                 |
| 8               | R1              | Hungría         | Circuito de Balaton Park              | 26 de julio      | Toprak Razgatlıoğlu | Toprak Razgatlıoğlu | Toprak Razgatlıoğlu | ROKiT BMW Motorrad WorldSBK Team | BMW                 |
| 8               | CS              | Hungría         | Circuito de Balaton Park              | 27 de julio      | Toprak Razgatlıoğlu | Toprak Razgatlıoğlu | Toprak Razgatlıoğlu | ROKiT BMW Motorrad WorldSBK Team | BMW                 |
| 8               | R2              | Hungría         | Circuito de Balaton Park              | 27 de julio      |                     | Toprak Razgatlıoğlu | Toprak Razgatlıoğlu | ROKiT BMW Motorrad WorldSBK Team | BMW                 |
| 9               | R1              | Francia         | Circuit de Nevers Magny-Cours         | 6 de septiembre  |                     |                     |                     |                                  |                     |
| 9               | CS              | Francia         | Circuit de Nevers Magny-Cours         | 7 de septiembre  |                     |                     |                     |                                  |                     |
| 9               | R2              | Francia         | Circuit de Nevers Magny-Cours         | 7 de septiembre  |                     |                     |                     |                                  |                     |
| 10              | R1              | Aragón          | MotorLand Aragón                      | 27 de septiembre |                     |                     |                     |                                  |                     |
| 10              | CS              | Aragón          | MotorLand Aragón                      | 28 de septiembre |                     |                     |                     |                                  |                     |
| 10              | R2              | Aragón          | MotorLand Aragón                      | 28 de septiembre |                     |                     |                     |                                  |                     |
| 11              | R1              | Portugal        | Autódromo do Estoril                  | 11 de octubre    |                     |                     |                     |                                  |                     |
| 11              | CS              | Portugal        | Autódromo do Estoril                  | 12 de octubre    |                     |                     |                     |                                  |                     |
| 11              | R2              | Portugal        | Autódromo do Estoril                  | 12 de octubre    |                     |                     |                     |                                  |                     |
| 12              | R1              | España          | Circuito de Jerez                     | 18 de octubre    |                     |                     |                     |                                  |                     |
| 12              | CS              | España          | Circuito de Jerez                     | 19 de octubre    |                     |                     |                     |                                  |                     |
| 12              | R2              | España          | Circuito de Jerez                     | 19 de octubre    |                     |                     |                     |                                  |                     |

## Resultados

### Sistema de puntuación
Sistema de puntuación desde 2019 en adelante:
| Posición          | 1.º | 2.º | 3.º | 4.º | 5.º | 6.º | 7.º | 8.º | 9.º | 10.º | 11.º | 12.º | 13.º | 14.º | 15.º |
| Carrera 1 y 2     | 25  | 20  | 16  | 13  | 11  | 10  | 9   | 8   | 7   | 6    | 5    | 4    | 3    | 2    | 1    |
| Carrera Superpole | 12  | 9   | 7   | 6   | 5   | 4   | 3   | 2   | 1   |      |      |      |      |      |      |

### Campeonato de Pilotos
| Pos. | Piloto                | Moto     | PHI | PHI | PHI | POR | POR | POR | ASS | ASS | ASS | CRE | CRE | CRE | MOS | MOS | MOS | MIS | MIS | MIS | DON | DON | DON | BAL | BAL | BAL | MAG | MAG | MAG | ARA | ARA | ARA | EST | EST | EST | JER | JER | JER | Puntos |
| Pos. | Piloto                | Moto     | R1  | CS  | R2  | R1  | CS  | R2  | R1  | CS  | R2  | R1  | CS  | R2  | R1  | CS  | R2  | R1  | CS  | R2  | R1  | CS  | R2  | R1  | CS  | R2  | R1  | CS  | R2  | R1  | CS  | R2  | R1  | CS  | R2  | R1  | CS  | R2  | Puntos |
| ---- | --------------------- | -------- | --- | --- | --- | --- | --- | --- | --- | --- | --- | --- | --- | --- | --- | --- | --- | --- | --- | --- | --- | --- | --- | --- | --- | --- | --- | --- | --- | --- | --- | --- | --- | --- | --- | --- | --- | --- | ------ |
| 1    | Toprak Razgatlıoğlu   | BMW      | 2   | 13  | Ret | 1   | 1   | 1   | 4   | 1   | 8   | 2   | 2   | 2   | 1   | 1   | 2   | 1   | 1   | 1   | 1   | 1   | 1   | 1   | 1   | 1   |     |     |     |     |     |     |     |     |     |     |     |     | 407    |
| 2    | Nicolò Bulega         | Ducati   | 1   | 1   | 1   | 2   | 2   | 2   | 1   | Ret | Ret | 1   | 1   | 1   | 2   | 2   | 1   | 2   | Ret | 2   | 2   | 2   | 2   | 2   | 13  | 2   |     |     |     |     |     |     |     |     |     |     |     |     | 381    |
| 3    | Danilo Petrucci       | Ducati   | 4   | 3   | 5   | 4   | 4   | 6   | 3   | 13  | 11  | 7   | 6   | 4   | 3   | 3   | 3   | 3   | 4   | 5   | 3   | 7   | 5   | 5   | 10  | 4   |     |     |     |     |     |     |     |     |     |     |     |     | 233    |
| 4    | Andrea Locatelli      | Yamaha   | 7   | 6   | 7   | 3   | 5   | 4   | 2   | 4   | 1   | 18  | 7   | 8   | Ret | 9   | 9   | 5   | 3   | 4   | 4   | 5   | 4   | 4   | 4   | 5   |     |     |     |     |     |     |     |     |     |     |     |     | 218    |
| 5    | Álvaro Bautista       | Ducati   | 3   | 19  | 2   | Ret | 3   | 3   | Ret | 3   | 2   | 3   | 3   | 3   | 5   | 5   | Ret | 6   | 5   | 3   | Ret | 4   | 3   | 3   | 3   | Ret |     |     |     |     |     |     |     |     |     |     |     |     | 217    |
| 6    | Sam Lowes             | Ducati   | 10  | 5   | 6   | Ret | 6   | 11  | Ret | 2   | 4   | 12  | 4   | 5   | 6   | 4   | 4   | 7   | 6   | 7   | Ret | 3   | Ret | Ret | 2   | 3   |     |     |     |     |     |     |     |     |     |     |     |     | 156    |
| 7    | Xavi Vierge           | Honda    | 11  | 11  | 11  | 5   | 8   | Ret | 6   | Ret | 12  | 5   | 5   | 7   | 9   | 8   | Ret | 11  | 10  | 9   | 11  | 13  | 14  | 8   | 5   | 7   |     |     |     |     |     |     |     |     |     |     |     |     | 112    |
| 8    | Alex Lowes            | Bimota   | 8   | 7   | 8   | Ret | 13  | Ret | 11  | 11  | 6   | 11  | 12  | 11  | 4   | 7   | 15  | 4   | 2   | 14  | Ret | DNS | DNS | 6   | 12  | 6   |     |     |     |     |     |     |     |     |     |     |     |     | 105    |
| 9    | Iker Lecuona          | Honda    | DNS | DNS | DNS | 11  | 9   | 8   | 5   | 14  | 7   | Ret | Ret | 6   | 7   | 6   | 7   | 9   | 9   | 6   | Ret | Ret | 10  | DNS | DNS | DNS |     |     |     |     |     |     |     |     |     |     |     |     | 90     |
| 10   | Andrea Iannone        | Ducati   | 6   | 2   | 3   | 7   | 12  | Ret | Ret | Ret | 9   | 4   | 8   | 14  | WD  | WD  | WD  | Ret | 17  | Ret | 10  | 9   | 7   | 13  | DNS | DNS |     |     |     |     |     |     |     |     |     |     |     |     | 87     |
| 11   | Axel Bassani          | Bimota   | 9   | 9   | 10  | 9   | 11  | 7   | Ret | 12  | 5   | 9   | 18  | 15  | 12  | 18  | 6   | Ret | Ret | 12  | 16  | 14  | 16  | 10  | 6   | 8   |     |     |     |     |     |     |     |     |     |     |     |     | 85     |
| 12   | Dominique Aegerter    | Yamaha   | 12  | 12  | 12  | 8   | 14  | 9   | 7   | 17  | 10  | 13  | 13  | 19  | 13  | 19  | 11  | Ret | DNS | DNS | 7   | 10  | 8   | 12  | 11  | 9   |     |     |     |     |     |     |     |     |     |     |     |     | 77     |
| 13   | Remy Gardner          | Yamaha   | Ret | 10  | Ret | 10  | 10  | Ret | 8   | 7   | 3   | 6   | 10  | 10  | Ret | 15  | 5   | Ret | 8   | Ret | 9   | 12  | 9   | DNS | DNS | DNS |     |     |     |     |     |     |     |     |     |     |     |     | 76     |
| 14   | Scott Redding         | Ducati   | 5   | 4   | 4   | Ret | 15  | 15  | 10  | 6   | 19  | 10  | 11  | 13  | 14  | 14  | 12  | 10  | 13  | 16  | 6   | Ret | 12  |     |     |     |     |     |     |     |     |     |     |     |     |     |     |     | 76     |
| 15   | Michael van der Mark  | BMW      | Ret | 14  | 14  | 6   | 7   | 5   | 9   | 5   | 17  | 8   | 9   | 9   | Ret | 13  | 14  | Ret | 12  | 10  | 13  | Ret | Ret | 11  | 15  | 16  |     |     |     |     |     |     |     |     |     |     |     |     | 70     |
| 16   | Garrett Gerloff       | Kawasaki | Ret | Ret | 13  | 12  | 16  | 12  | 13  | 16  | 16  | 15  | 15  | 12  | 11  | 12  | 10  | 14  | 11  | 8   | 8   | 8   | 6   | 9   | DNS | DNS |     |     |     |     |     |     |     |     |     |     |     |     | 67     |
| 17   | Yari Montella         | Ducati   | Ret | 8   | 9   | Ret | 17  | 10  | Ret | 8   | 13  | 14  | 14  | 16  | 8   | 11  | 8   | 8   | Ret | Ret | Ret | 15  | 13  | 7   | Ret | 10  |     |     |     |     |     |     |     |     |     |     |     |     | 64     |
| 18   | Jonathan Rea          | Yamaha   |     |     |     |     |     |     |     |     |     | 19  | 16  | 18  | 10  | 10  | 13  | 12  | 7   | Ret | 5   | 6   | 15  | Ret | 9   | 12  |     |     |     |     |     |     |     |     |     |     |     |     | 37     |
| 19   | Ryan Vickers          | Ducati   | 13  | 15  | 15  | 16  | 19  | 14  | 15  | 10  | 18  | 16  | 17  | Ret | 16  | 17  | 16  | 13  | 14  | 11  | 12  | 11  | 11  | DNS | 7   | Ret |     |     |     |     |     |     |     |     |     |     |     |     | 27     |
| 20   | Tarran Mackenzie      | Honda    | 16  | 18  | Ret | 14  | Ret | 17  | 12  | 9   | 14  | Ret | Ret | Ret | DNS | 21  | Ret | 16  | Ret | DNS |     |     |     |     |     |     |     |     |     |     |     |     |     |     |     |     |     |     | 18     |
| 20   | Tarran Mackenzie      | Ducati   |     |     |     |     |     |     |     |     |     |     |     |     |     |     |     |     |     |     |     |     |     | 14  | 8   | 11  |     |     |     |     |     |     |     |     |     |     |     |     | 18     |
| 21   | Bahattin Sofuoğlu     | Yamaha   | 15  | 17  | 16  | 13  | Ret | 13  | Ret | 18  | 15  | 17  | 19  | 17  | 15  | 16  | 17  | Ret | 15  | 13  | 15  | 16  | 17  | 15  | 14  | 13  |     |     |     |     |     |     |     |     |     |     |     |     | 17     |
| 22   | Michael Ruben Rinaldi | Yamaha   |     |     |     |     |     |     |     |     |     |     |     |     |     |     |     | 15  | 16  | 15  | 14  | 17  | 18  | 16  | 16  | 14  |     |     |     |     |     |     |     |     |     |     |     |     | 6      |
| 23   | Tito Rabat            | Yamaha   | Ret | 16  | 17  | 15  | 18  | Ret | 14  | Ret | 20  | Ret | 20  | Ret | 17  | 20  | Ret |     |     |     |     |     |     |     |     |     |     |     |     |     |     |     |     |     |     |     |     |     | 4      |
| 23   | Tito Rabat            | Honda    |     |     |     |     |     |     |     |     |     |     |     |     |     |     |     |     |     |     | Ret | 19  | 19  | 17  | Ret | 15  |     |     |     |     |     |     |     |     |     |     |     |     | 4      |
| 24   | Tetsuta Nagashima     | Honda    | 14  | Ret | 18  |     |     |     |     |     |     |     |     |     |     |     |     |     |     |     |     |     |     |     |     |     |     |     |     |     |     |     |     |     |     |     |     |     | 2      |
| 25   | Jason O'Halloran      | Yamaha   |     |     |     | 17  | 20  | Ret | 16  | 15  | 21  |     |     |     |     |     |     |     |     |     |     |     |     |     |     |     |     |     |     |     |     |     |     |     |     |     |     |     | 0      |
| 26   | Zaqhwan Zaidi         | Honda    | DNQ | DNQ | DNQ | Ret | 21  | 16  | 17  | 19  | 22  | 20  | 22  | 20  | Ret | 22  | Ret | 17  | 18  | 17  |     |     |     | 18  | 17  | 17  |     |     |     |     |     |     |     |     |     |     |     |     | 0      |
| 27   | Tommy Bridewell       | Honda    |     |     |     |     |     |     |     |     |     |     |     |     |     |     |     |     |     |     | Ret | 18  | Ret |     |     |     |     |     |     |     |     |     |     |     |     |     |     |     | 0      |
| 28   | Ivo Lopes             | Honda    |     |     |     |     |     |     |     |     |     |     |     |     |     |     |     |     |     |     | Ret | 20  | 20  |     |     |     |     |     |     |     |     |     |     |     |     |     |     |     | 0      |
| 29   | Gabriele Ruiu         | Ducati   |     |     |     |     |     |     |     |     |     | Ret | 21  | Ret |     |     |     |     |     |     |     |     |     |     |     |     |     |     |     |     |     |     |     |     |     |     |     |     | 0      |
| Pos. | Piloto                | Moto     | PHI | PHI | PHI | POR | POR | POR | ASS | ASS | ASS | CRE | CRE | CRE | MOS | MOS | MOS | MIS | MIS | MIS | DON | DON | DON | BAL | BAL | BAL | MAG | MAG | MAG | ARA | ARA | ARA | EST | EST | EST | JER | JER | JER | Puntos |

| Color     | Resultado                                                               |
| --------- | ----------------------------------------------------------------------- |
| Oro       | Ganador                                                                 |
| Plata     | 2.ª plaza                                                               |
| Bronce    | 3.ª plaza                                                               |
| Verde     | Finalizó en los puntos                                                  |
| Azul      | Finalizó sin puntos                                                     |
| Azul      | NC - No clasificado                                                     |
| Violeta   | Ret - No terminó (Carrera)                                              |
| Rojo      | DNQ - No se clasificó                                                   |
| Negro     | DSQ - Descalificado                                                     |
| Blanco    | DNS - No empezó (carrera)                                               |
| Blanco    | WD - Retirado (fin de semana)                                           |
| Blanco    | C - Carrera cancelada                                                   |
| Sin color | DNP - Inscrito pero no participó                                        |
| Sin color | INJ - Lesionado                                                         |
| Sin color | EX - Excluido                                                           |
| Estado    | Resultado                                                               |
| Negrita   | Pole position                                                           |
| Cursiva   | Vuelta rápida                                                           |
| †         | Abandona, pero clasifica al completar el porcentaje requerido para ello |

### Campeonato de Constructores
| Pos. | Constructor | PHI | PHI | PHI | POR | POR | POR | ASS | ASS | ASS | CRE | CRE | CRE | MOS | MOS | MOS | MIS | MIS | MIS | DON | DON | DON | BAL | BAL | BAL | MAG | MAG | MAG | ARA | ARA | ARA | EST | EST | EST | JER | JER | JER | Puntos |
| Pos. | Constructor | R1  | CS  | R2  | R1  | CS  | R2  | R1  | CS  | R2  | R1  | CS  | R2  | R1  | CS  | R2  | R1  | CS  | R2  | R1  | CS  | R2  | R1  | CS  | R2  | R1  | CS  | R2  | R1  | CS  | R2  | R1  | CS  | R2  | R1  | CS  | R2  | Puntos |
| ---- | ----------- | --- | --- | --- | --- | --- | --- | --- | --- | --- | --- | --- | --- | --- | --- | --- | --- | --- | --- | --- | --- | --- | --- | --- | --- | --- | --- | --- | --- | --- | --- | --- | --- | --- | --- | --- | --- | ------ |
| 1    | Ducati      | 1   | 1   | 1   | 2   | 2   | 2   | 1   | 2   | 2   | 1   | 1   | 1   | 2   | 2   | 1   | 2   | 4   | 2   | 2   | 2   | 2   | 2   | 2   | 2   |     |     |     |     |     |     |     |     |     |     |     |     | 425    |
| 2    | BMW         | 2   | 13  | 14  | 1   | 1   | 1   | 4   | 1   | 8   | 2   | 2   | 2   | 1   | 1   | 2   | 1   | 1   | 1   | 1   | 1   | 1   | 1   | 1   | 1   |     |     |     |     |     |     |     |     |     |     |     |     | 409    |
| 3    | Yamaha      | 7   | 6   | 7   | 3   | 5   | 4   | 2   | 4   | 1   | 6   | 7   | 8   | 10  | 9   | 5   | 5   | 3   | 4   | 4   | 5   | 4   | 4   | 4   | 5   |     |     |     |     |     |     |     |     |     |     |     |     | 239    |
| 4    | Honda       | 11  | 11  | 11  | 5   | 8   | 8   | 5   | 9   | 7   | 5   | 5   | 6   | 7   | 6   | 7   | 9   | 9   | 6   | 11  | 13  | 10  | 8   | 5   | 7   |     |     |     |     |     |     |     |     |     |     |     |     | 151    |
| 5    | Bimota      | 8   | 7   | 8   | 9   | 11  | 7   | 11  | 11  | 5   | 9   | 12  | 11  | 4   | 7   | 6   | 4   | 2   | 12  | 16  | 14  | 16  | 6   | 6   | 6   |     |     |     |     |     |     |     |     |     |     |     |     | 139    |
| 6    | Kawasaki    | Ret | Ret | 13  | 12  | 16  | 12  | 13  | 16  | 16  | 15  | 15  | 12  | 11  | 12  | 10  | 14  | 11  | 8   | 8   | 8   | 6   | 9   | DNS | DNS |     |     |     |     |     |     |     |     |     |     |     |     | 67     |
| Pos. | Constructor | PHI | PHI | PHI | POR | POR | POR | ASS | ASS | ASS | CRE | CRE | CRE | MOS | MOS | MOS | MIS | MIS | MIS | DON | DON | DON | BAL | BAL | BAL | MAG | MAG | MAG | ARA | ARA | ARA | EST | EST | EST | JER | JER | JER | Puntos |